# Destinée Ermela Doukaga
Destinée Ermela Doukaga (1984) é uma escritora e política congolesa.

## Carreira política
Originaria do departamento de Niari, Doukaga, é formada na Bélgica, após graduar-se em engenharia mecânica na Universidade Marien Ngouabi de Brazavile.
Presidente da Frente Patriótica (PF), é Ministra de Juventude e Educação Cívica da República do Congo desde abril de 2016.

## Obra
Possuidora de uma licenciatura científica, Destinée Doukaga é uma escritora que tem publicado três livros na França.
- Mon labyrinthe. Éditions Édilivre, 2014.
- Héros dans mês veines. Éditions Édilivre, 2014.
- Chants du cœur. L'Harmattan, 2016.